# Ебелях (річка)
Ебеля́х (рос. Єбелях) — річка в Росії, Республіка Саха. Права притока річки Анабар.
Річка тече на захід, впадає до Анабару. Має багато меандрів.
Довжина річки — 108 км. Висота витоку — 196 м, висота гирла — 13 м; похил русла — 1,7 м/км. Ширина русла — 30 м у верхнійї, 18 м в середній, 20 м у нижній течії. Швидкість течії — 0,3 м/с у. Глибина — 1,0 м у верхній, 0,3 м у середній, 0,5 м у нижній течії; дно заросле водоростями.
На річці розташовуються селище Амакинський та село Ебелях в гирлі.